# Restklassenring

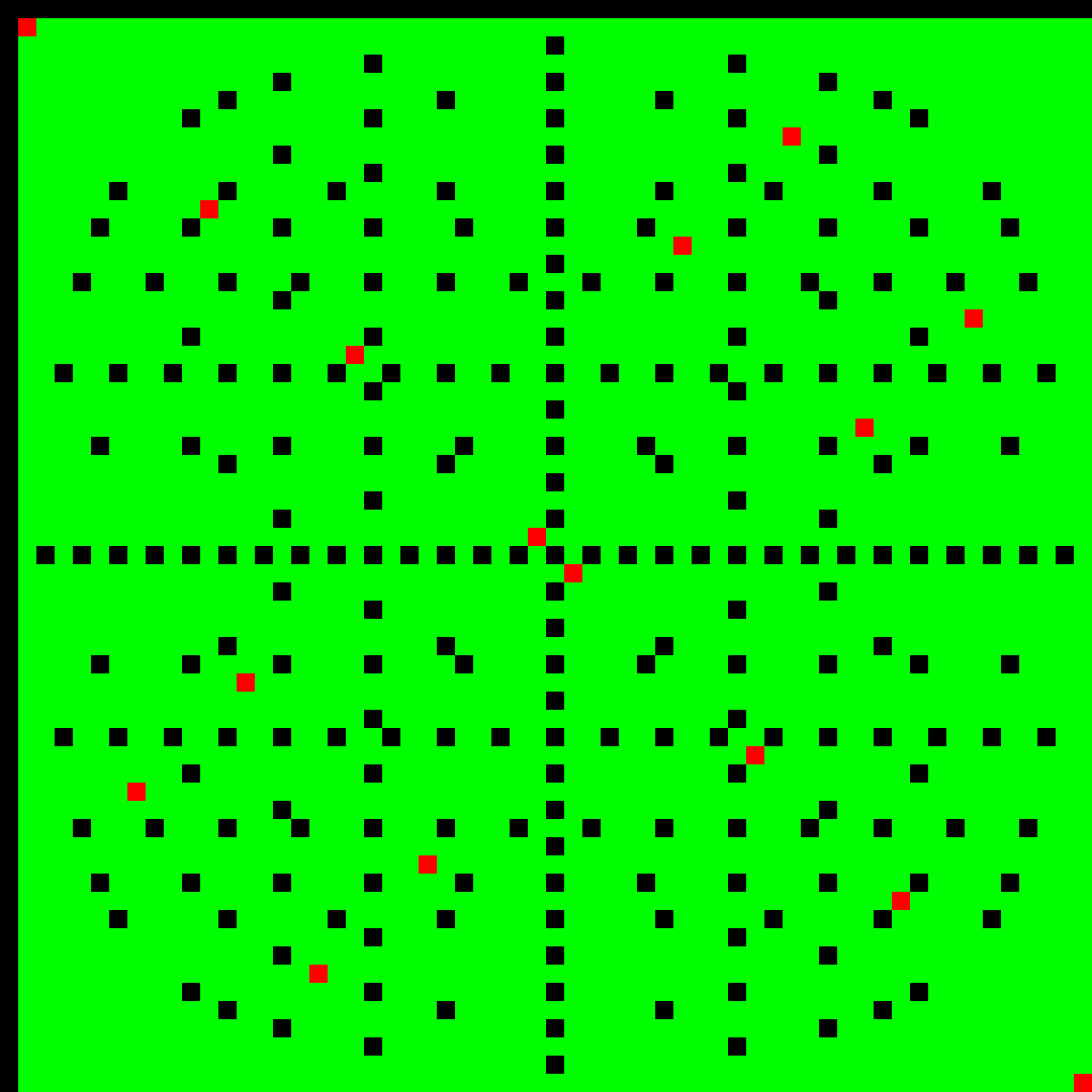
Der Restklassenring graphisch dargestellt. Nähere Erläuterung bei Klick auf das Bild in dessen Beschreibung.

In der Mathematik ist ein Restklassenring modulo einer positiven ganzen Zahl {\displaystyle n} eine Abstraktion der Klassifikation ganzer Zahlen hinsichtlich ihres Restes bei der Division durch {\displaystyle n}.
Dieser Artikel beschäftigt sich mit der algebraischen Definition und abstrakteren Eigenschaften von Restklassenringen.
Für eine einfachere und verständlichere Einführung in die Rechenregeln siehe den Artikel Kongruenz (Zahlentheorie).

## Definition
Ist {\displaystyle n\geq 1} eine natürliche Zahl, dann werden ganze Zahlen mit gleichem Rest bei Division durch {\displaystyle n} zu sogenannten Restklassen modulo {\displaystyle n} zusammengefasst. Zwei ganze Zahlen sind also in derselben Restklasse modulo {\displaystyle n}, wenn ihre Differenz durch {\displaystyle n} teilbar ist. Die Restklassen bilden zusammen mit der unten erklärten Addition und Multiplikation den Restklassenring modulo n, der mit {\displaystyle \mathbb {Z} /n\mathbb {Z} }, {\displaystyle \mathbb {Z} /(n)}, {\displaystyle \mathbb {Z} /n} oder {\displaystyle \mathbb {Z} _{n}} bezeichnet wird (sprich „Z modulo n“). Auch für {\displaystyle n=0} kann man den Restklassenring bilden: Jede ganze Zahl {\displaystyle a} bildet dann eine eigene Restklasse, weil {\displaystyle a-a=0} die einzige Differenz {\displaystyle \Delta z} ist, die durch 0 teilbar ist (für die es eine ganze Zahl {\displaystyle t} mit {\displaystyle \Delta z=t\cdot 0} gibt).
Die Addition und Multiplikation von Restklassen erfolgt durch Addition und Multiplikation von beliebigen Elementen dieser Klassen (im Allgemeinen werden diese Elemente auch als Repräsentanten oder Vertreter bezeichnet) und anschließende Restbildung des Ergebnisses.
Bezeichnet man die Restklasse von {\displaystyle a} mit {\displaystyle [a]}, dann definiert man:
{\displaystyle [a]+[b]:=[a+b]}
{\displaystyle [a]\cdot [b]:=[a\cdot b]}
Dass diese Verknüpfungen des Restklassenrings wohldefiniert sind, liegt an der folgenden Eigenschaft der Restklassen.
Sind {\displaystyle a_{1},\ b_{1},\ a_{2},\ b_{2}} ganze Zahlen mit
{\displaystyle [a_{1}]=[b_{1}]}
{\displaystyle [a_{2}]=[b_{2}]},
dann gilt:
{\displaystyle [a_{1}+a_{2}]=[b_{1}+b_{2}]}
{\displaystyle [a_{1}\cdot a_{2}]=[b_{1}\cdot b_{2}]}
Die Verknüpfungen sind also unabhängig vom Repräsentanten der Restklasse definiert.

## Schreibweisen und Konventionen
Die Schreibweise {\displaystyle \mathbb {Z} _{n}} birgt Verwechslungsgefahr mit der Bezeichnung {\displaystyle \mathbb {Z} _{p}} für den Ring der ganzen p-adischen Zahlen zu einer Primzahl {\displaystyle p}. Wird die Schreibweise {\displaystyle \mathbb {Z} _{n}} für den Restklassenring favorisiert, so werden die {\displaystyle p}-adischen Zahlen mit {\displaystyle \mathbb {Z} _{p}^{\land }} bezeichnet. Die Schreibweise {\displaystyle \mathbb {Z} /n\mathbb {Z} } für die Restklassenringe, an der präzise die Konstruktion des betreffenden Rings als allgemeiner Faktorring abzulesen ist, ist umständlicher, aber deutlicher. Die Schreibweise {\displaystyle \mathbb {Z} /n} ist seltener und auch ungünstig wegen der Verwechslungsgefahr mit {\displaystyle \textstyle {{\frac {1}{n}}\mathbb {Z} =\left\{{\frac {k}{n}}\colon k\in \mathbb {Z} \right\}}}.
Um die lästige Schreibweise für die Äquivalenzklassen zu vermeiden, lässt man einfach die eckigen Klammern weg. Damit hat für {\displaystyle n>0} jede Äquivalenzklasse unendlich viele Namen; beispielsweise gelten mit der vereinbarten Schreibweise für die Äquivalenzklassen {\displaystyle [0]} und {\displaystyle [n-1]} die Gleichungen {\displaystyle 0=n=-n} beziehungsweise {\displaystyle n-1=2n-1=-1} in {\displaystyle \mathbb {Z} /n\mathbb {Z} }. Legt man Wert auf einen eindeutigen Namen für die endlich vielen Elemente des Restklassenrings, so wählt man einen kanonischen Vertreter aus jeder Restklasse aus und identifiziert die Restklasse mit diesem:
Der Restklassenring {\displaystyle (\mathbb {Z} _{n},+,\cdot )} besteht nach dieser Konvention aus den Zahlen {\displaystyle 0,1,\dotsc ,n-1}.
Durch die Verknüpfungen
{\displaystyle (a+b)\mod n}
{\displaystyle (a\ \cdot \ b)\mod n}
im Ring {\displaystyle \mathbb {Z} } der ganzen Zahlen erhalten wir Ergebnisse, die wir nach unserer Konvention nun sofort als Ergebnisse in {\displaystyle \mathbb {Z} _{n}} interpretieren dürfen.
Jede Kette arithmetischer Operationen in diesem Restklassenring (z. B. die Auswertung eines Polynoms {\displaystyle p\in \mathbb {Z} _{n}[X]} an der Stelle {\displaystyle X=k} mit {\displaystyle k\in \mathbb {Z} _{n}}) kann als Auswertung in den ganzen Zahlen mit einer abschließenden Modulo-Reduktion stattfinden; es können aber auch an beliebigen (oder allen) Stellen bereits die Zwischenergebnisse einer modularen Reduktion unterzogen werden.
Ist die Zahl {\displaystyle n=2^{k}} eine Zweierpotenz, so wird oft auch das um die Null symmetrisierte Vertretersystem {\displaystyle \textstyle {\left\{-{\tfrac {n}{2}},\dotsc ,-1,0,1,\dotsc ,{\tfrac {n}{2}}-1\right\}}} gewählt. Dieses korrespondiert nämlich mit einer Binärdarstellung der Zahlen, bei der das höchstwertige Bit als Vorzeichen interpretiert wird.

## Eigenschaften
Für jede natürliche Zahl {\displaystyle n\geq 0} ist {\displaystyle \mathbb {Z} /n\mathbb {Z} } ein kommutativer Ring mit Eins. Das Nullelement ist die Restklasse {\displaystyle n\mathbb {Z} } und das Einselement die Restklasse {\displaystyle 1+n\mathbb {Z} }. Für {\displaystyle n=1} ist dieser Ring der Nullring; einziges Element ist die alle ganzen Zahlen umfassende Restklasse {\displaystyle 1\mathbb {Z} }, die hierbei zugleich Einselement ist. Für {\displaystyle n=0} sind Restklassen der Form {\displaystyle a+n\mathbb {Z} } nicht definiert; der dennoch definierbare Restklassenring (siehe Definition oben) ist bis auf Isomorphie der Ring {\displaystyle \mathbb {Z} } selbst.
Ist {\displaystyle p} eine Primzahl, dann ist der Restklassenring {\displaystyle \mathbb {Z} /p\mathbb {Z} } ein endlicher Körper, der Restklassenkörper modulo {\displaystyle p}, und wird mit {\displaystyle \mathbb {F} _{p}} (von engl. „field“ für Körper) bezeichnet. Inverse bezüglich der Multiplikation lassen sich dann eindeutig mittels des erweiterten euklidischen Algorithmus berechnen.
Ist dagegen {\displaystyle n>1}, aber keine Primzahl, dann ist der Restklassenring modulo {\displaystyle n} kein Körper, da die Restklasse jedes echten Teilers von {\displaystyle n} ein Nullteiler ist, der kein Inverses bezüglich der Multiplikation besitzt. Der Nullring ({\displaystyle n=1}) sowie {\displaystyle \mathbb {Z} } selbst ({\displaystyle n=0}) sind nullteilerfrei, aber ebenfalls keine Körper.
Eine Restklasse {\displaystyle a+n\mathbb {Z} } mit {\displaystyle \operatorname {ggT} (a,n)=1} (mit {\displaystyle n>0}) heißt prime Restklasse modulo {\displaystyle n}. Die Gruppe der primen Restklassen modulo {\displaystyle n} heißt prime Restklassengruppe modulo {\displaystyle n} und wird mit {\displaystyle (\mathbb {Z} /n\mathbb {Z} )^{\times }} symbolisiert. Sie ist die Einheitengruppe des Rings {\displaystyle \mathbb {Z} /n\mathbb {Z} } und hat {\displaystyle \varphi (n)} Elemente, wobei {\displaystyle \varphi } die eulersche φ-Funktion ist.

## Beispiele

### Veranschaulichung am Zifferblatt der Uhr
Veranschaulichen kann man das Rechnen mit Restklassen anhand des Zifferblattes einer Analoguhr. Die Stunden sind von 1 bis 12 nummeriert, wobei Stunde 12 als Stunde 0 betrachtet wird.
Beginnt man bei Stunde 0 und addiert jeweils eine Stunde, erhält man der Reihe nach jede der zwölf Stunden des Zifferblattes.
Man addiert zwei beliebige Stunden miteinander, indem man bei der ersten angegebenen Stunde beginnt und im Uhrzeigersinn die zweite Stundenangabe abzählt: Um {\displaystyle 4+5} zu ermitteln, beginnt man bei Stunde 4 und zählt fünf Stunden weiter, man landet bei Stunde 9. Berechnet man nun {\displaystyle 9+5}, zählt also von Stunde 9 aus fünf Stunden weiter, landet man bei Stunde 2, es ist also {\displaystyle 9+5=2} in diesem System. Wie kommt dieses Ergebnis zustande? Addiert man einfach die Stundenwerte, erhält man 14; und „14 Uhr“ stimmt auf dem zwölfstündigen Zifferblatt mit „2 Uhr“ überein, also ist hier {\displaystyle 14=2}. Das Ergebnis einer Addition ist also die normale Summe, eventuell abzüglich einer Zwölf. Dies entspricht dem Rest bei Division durch 12. Diese Art der Addition heißt „Addition modulo 12“.
Man erkennt hier, dass die Addition der Zwölf eine Zahl nicht verändert, {\displaystyle 12+x=x} für jede Stunde {\displaystyle x}. Das erklärt, warum die 12. Stunde hier als Stunde 0 bezeichnet wird.
Die Multiplikation wird auf die Addition zurückgeführt: Um beispielsweise {\displaystyle 4\cdot 3} zu bestimmen, bildet man die Summe {\displaystyle 3+3+3+3} und landet bei der 12. Stunde. Das Produkt {\displaystyle 4\cdot 4} liefert „16 Uhr“, und das ist identisch mit „4 Uhr“; modulo 12 ist also {\displaystyle 4\cdot 4=4}.
Die zwölf Stundenwerte, zusammen mit den Regeln für Addition und Multiplikation, schreibt man als {\displaystyle (\mathbb {Z} /12\mathbb {Z} ,+,\cdot )}.
Entsprechend funktioniert auch die Berechnung der Minuten auf dem Zifferblatt einer Analoguhr. Die Minuten sind von 0 bis 59 nummeriert und entsprechend erhält man in {\displaystyle \mathbb {Z} /60\mathbb {Z} =\{0,1,\dotsc ,58,59\}} beispielsweise {\displaystyle 15+30=45,\ 30+30=0,\ 45+30=15} usw.
Das Rechnen mit Restklassen findet sich auch in der Berechnung von Tagen, die auf 24 Stunden begrenzt sind und in Wochen, die aus 7 Tagen bestehen und dann entsprechend nicht auf einer Menge von Zahlen, sondern von Tagesbezeichnungen definiert ist, also beispielsweise „5 Tage nach Freitag ist Mittwoch, 5 Tage vor Mittwoch ist Freitag“.

### Der Restklassenring modulo 2

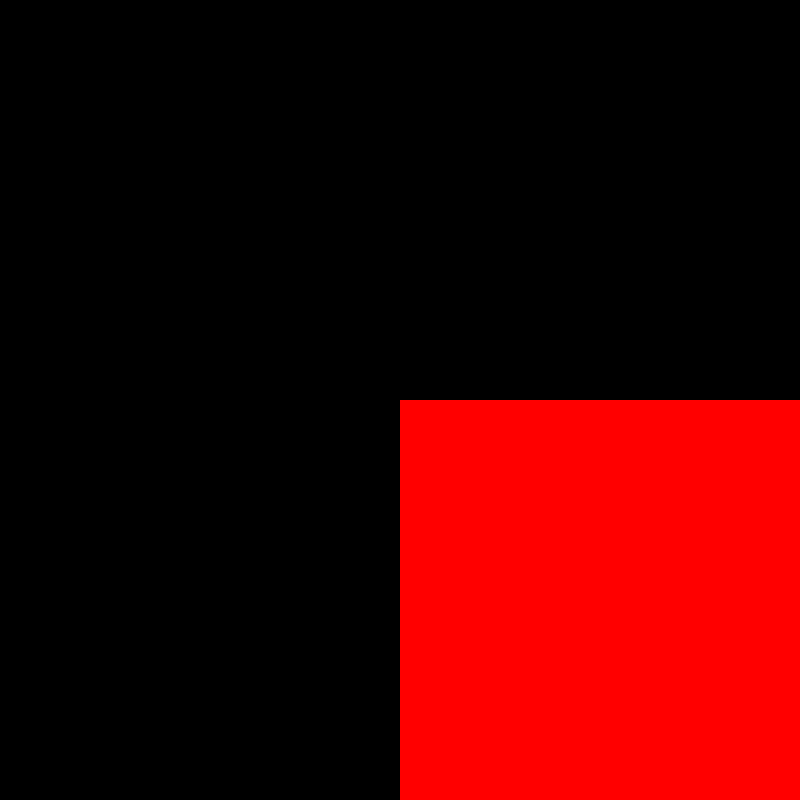
Der Restklassenring graphisch dargestellt

Bei Division ganzer Zahlen durch 2 mit Rest ergibt sich als Rest entweder 0 oder 1. Damit ist {\displaystyle \mathbb {Z} /2\mathbb {Z} =\mathbb {Z} _{2}=\{0,1\}} nach dem einelementigen Nullring {\displaystyle \mathbb {Z} /1\mathbb {Z} =\mathbb {Z} _{1}=\{\mathbb {Z} \}} der zweitkleinste aller Restklassenringe. Da 2 eine Primzahl ist, liegt hier sogar der endliche Körper {\displaystyle \mathbb {F} _{2}} vor, der kleinste aller Körper.

### Der Restklassenring modulo 3

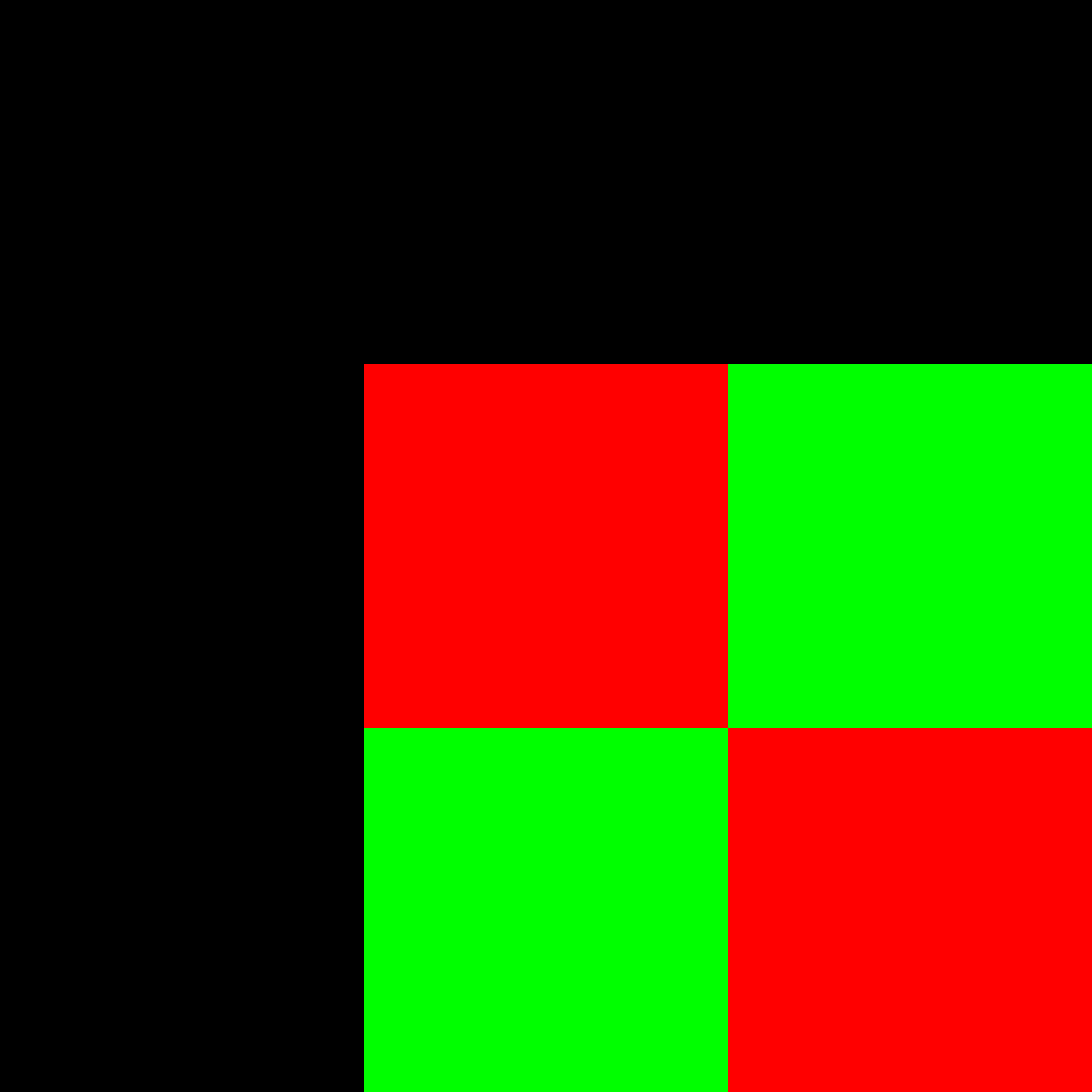
Der Restklassenring graphisch dargestellt.

Bei Division durch 3 entstehen die drei Restklassen
{\displaystyle \mathbf {0} :=[0]=\{\dotsc ,-6,-3,0,3,6,9,12,\dotsc \}}, d. h. die durch 3 teilbaren Zahlen.
{\displaystyle \mathbf {1} :=[1]=\{\dotsc ,-5,-2,1,4,7,10,13,\dotsc \}}, d. h., der Divisionsrest ist 1.
{\displaystyle \mathbf {2} :=[2]=\{\dotsc ,-4,-1,2,5,8,11,14,\dotsc \}}, d. h., der Divisionsrest ist 2.
Berechnen wir {\displaystyle \mathbf {1} +\mathbf {2} }:

Wähle etwa die 4 aus {\displaystyle \mathbf {1} } und die 8 aus {\displaystyle \mathbf {2} }. Rechne {\displaystyle 4+8=12}. 12 ist in {\displaystyle \mathbf {0} }. Also {\displaystyle \mathbf {1} +\mathbf {2} =\mathbf {0} }.
Die Menge {\displaystyle \mathbb {Z} /3\mathbb {Z} =\{\mathbf {0} ,\mathbf {1} ,\mathbf {2} \}} bekommt so die Verknüpfungstabellen:
| {\displaystyle +} | 0 | 1 | 2 |
| 0                 | 0 | 1 | 2 |
| 1                 | 1 | 2 | 0 |
| 2                 | 2 | 0 | 1 |

| {\displaystyle \cdot } | 0 | 1 | 2 |
| 0                      | 0 | 0 | 0 |
| 1                      | 0 | 1 | 2 |
| 2                      | 0 | 2 | 1 |

{\displaystyle (\mathbb {Z} /3\mathbb {Z} ,+,\cdot )} ist ein Ring und, da 3 eine Primzahl ist, sogar ein Körper, der als {\displaystyle \mathbb {F} _{3}} bezeichnet wird (von engl. field).

### Der Restklassenring modulo 4

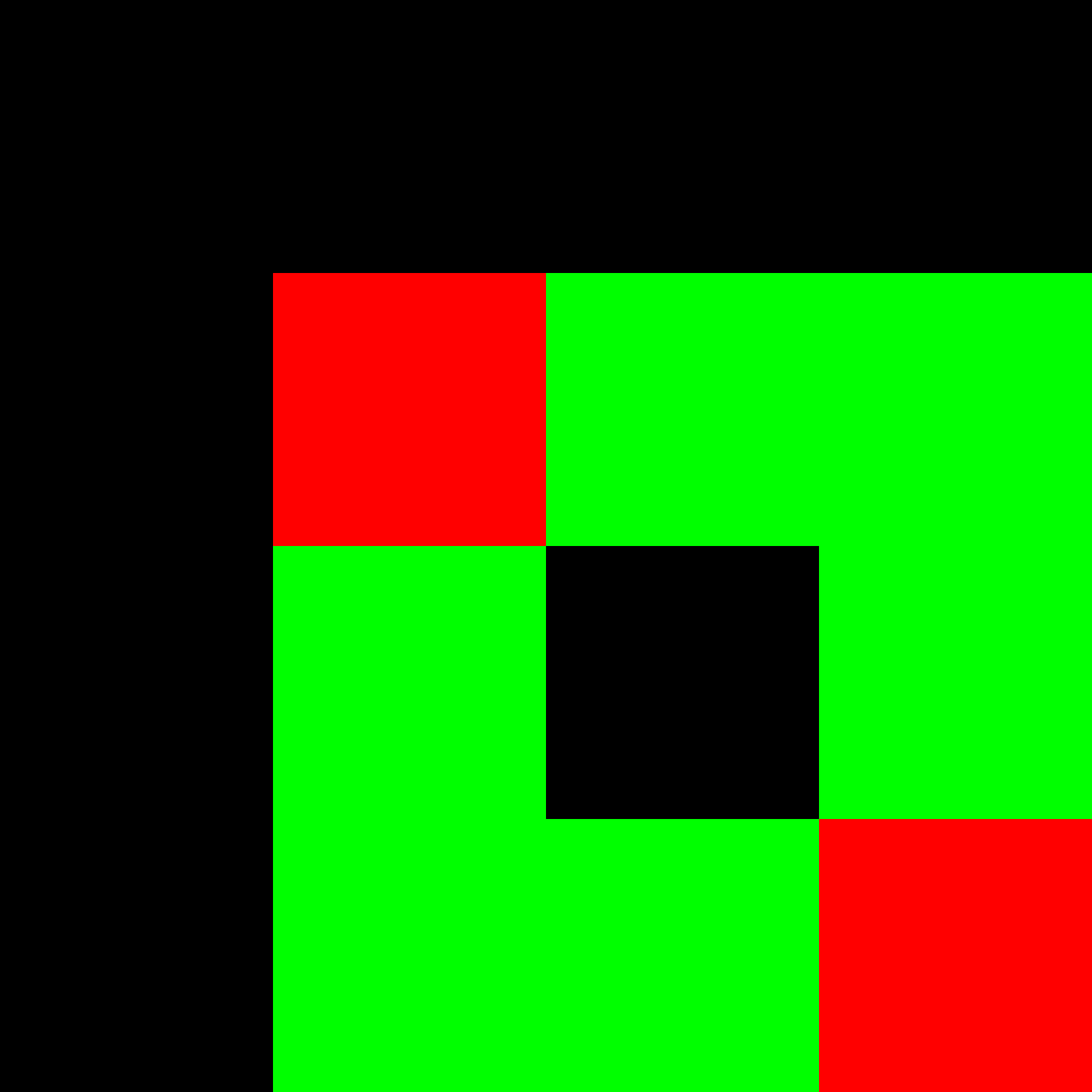
Der Restklassenring graphisch dargestellt

Betrachten wir die Reste bei Division durch 4.
Es gilt {\displaystyle \mathbb {Z} /4\mathbb {Z} =\{\mathbf {0} ,\mathbf {1} ,\mathbf {2} ,\mathbf {3} \}} mit:
{\displaystyle \mathbf {0} =\{\dotsc ,-4,0,4,8,12,16,\dotsc \}}
{\displaystyle \mathbf {1} =\{\dotsc ,-3,1,5,9,13,17,\dotsc \}}
{\displaystyle \mathbf {2} =\{\dotsc ,-2,2,6,10,14,18,\dotsc \}}
{\displaystyle \mathbf {3} =\{\dotsc ,-1,3,7,11,15,19,\dotsc \}}
In diesem Restklassenring gilt {\displaystyle \mathbf {2} \cdot \mathbf {2} =\mathbf {0} }, d. h. {\displaystyle \mathbf {2} } ist ein Nullteiler. Die Multiplikation ist also in {\displaystyle \mathbb {Z} /4\mathbb {Z} \setminus \{\mathbf {0} \}} nicht abgeschlossen.
Die so entstandene Struktur {\displaystyle (\mathbb {Z} /4\mathbb {Z} ,+,\cdot )} ist damit kein Körper, sondern nur ein kommutativer Ring (der Restklassenring modulo 4), denn Nullteiler besitzen kein multiplikatives Inverses. Dies hängt damit zusammen, dass 4 keine Primzahl ist und somit {\displaystyle \mathbb {Z} /4\mathbb {Z} } kein Integritätsring ist. (Jedoch gibt es, da {\displaystyle 4=2^{2}} eine Potenz einer Primzahl ist, einen anderen Körper, der vier Elemente hat.)

### Ganzzahlarithmetik bei Mikroprozessoren
Gängige Mikroprozessoren, wie sie beispielsweise in Computern eingesetzt werden, rechnen bei der Ganzzahlarithmetik in Wirklichkeit in Restklassenringen: Die vorzeichenlosen 16-bit-Integer-Zahlen (oft als unsigned short integer bezeichnet) bilden den Restklassenring {\displaystyle \mathbb {Z} /65536\mathbb {Z} } mit {\displaystyle 65536=2^{16}}. Beispielsweise liefert die Maschine als Ergebnis der Addition 65535+1 den Wert 0, für 32768·2 ergibt sich ebenfalls 0.

## Verallgemeinerung
Die Idee der Restklassen lässt sich auch in anderen Ringen als dem der ganzen Zahlen realisieren. Man definiert dazu den Begriff des Ideals und bildet Restklassen modulo einem Ideal, die ihrerseits einen Ring bilden, den man Faktorring nennt.